# O'Brian Gibbons
O'Brian Gibbons, född 1 november 1970, är en friidrottare från Kanada. Han deltog vid olympiska sommarspelen 1996.